# مجرن (السياني)

تعديل مصدري - تعديل

مجرن هي إحدى قرى عزلة الدامغ بمديرية السياني التابعة لمحافظة إب، بلغ تعداد سكانها 999 نسمة حسب تعداد اليمن لعام 2004.